# Confraria do Vento
Confraria do Vento é um periódico bimestral brasileiro de arte, literatura e pensamento (ISSN 1808-6276) editado, em formatos eletrônico e impresso, pela editora carioca Confraria do Vento em parceria com o departamento de pós-graduação da Universidade Federal do Rio de Janeiro e criado em 2005 pelos escritores Márcio-André, Victor Paes, Karinna Gulias e Ronaldo Ferrito, B. Morango.
Com renome internacional, média de 150.000 acessos únicos por edição, e reconhecida por órgãos oficiais (PUC, UFRJ, UERJ, Unicamp, Brown University, Universidade de Coimbra, Art Point France, NY University) como uma das mais relevantes revistas de literatura do Brasil, já colaboraram com o periódico, autores como Jean Baudrillard, Ferreira Gullar, Boaventura de Sousa Santos, Gerardo Mello Mourão, Eduardo Portella, Augusto de Campos, Silviano Santiago, Harold Bloom, Laurie Anderson, Emmanuel Carneiro Leão, Anna Bella Geiger, Waltércio Caldas, Serge Pey, Mathieu Bénézet, Stanley Cavell, Henri-Pierre Jeudy, João Gilberto Noll e Philip Glass. O periódico também publica textos raros ou inéditos de autores relevantes como Mallarmé, Ezra Pound, Ghérasim Luca, Paul Valéry, Guennádi Aigui, entrevistas exclusivas, artes plásticas, poesia sonora e música experimental que, disponibilizados na Internet, tornam a revista uma fonte importante para pesquisadores e interessados nas áreas humanas, especialmente em literatura de língua portuguesa.